# 2002-es magyar teniszbajnokság
A 2002-es magyar teniszbajnokság a százharmadik magyar bajnokság volt. A bajnokságot augusztus 5. és 16. között rendezték meg Budaörsön, a Budaörsi Teniszcentrumban.

## Eredmények
| Versenyszám  | Arany                                        | Arany | Ezüst                                     | Ezüst | Bronz | Bronz |
| ------------ | -------------------------------------------- | ----- | ----------------------------------------- | ----- | --- | ----- |
| Férfi egyéni | Bardóczky Kornél BSE                         |       | Kisgyörgy Gergely Pécs VTC                |       | Gyenis Máté Fehérgyarmati TKHultai Gergely Vasas SC                                                                     |       |
| Női egyéni   | Pócza Barbara Győri TC                       |       | Stadler Ildikó Zalaegerszegi TE           |       | Molnár Eszter Vasas SCTellér Petra Vasas SC                                                                             |       |
| Férfi páros  | Bardóczky Kornél, Nagy Zoltán BSE, Tordas SE |       | Kiss Sebő, Kiss Zalán Vasas SC, Tordas SE |       | Fenyvesi Tibor, Szépvölgyi Tamás Fővárosi Vízművek SK, Miskolci EAFCJaross Gábor, Kisgyörgy Gergely Tordas SE, Pécs VTC |       |
| Női páros    | Golopencza Zsófia, Molnár Eszter Vasas SC    |       | Fodor Zsuzsa, Magas Dóra Vasas SC         |       | Horváth Edina, Joó Éva MTKKovács-Nemes Renáta Pannon SC                                                                 |       |